# Langues idomoïdes
Les langues idomoïdes sont une branche des langues voltaïco-nigériennes parlée principalement dans l’État du Benue dans le centre est du Nigeria et les régions voisines. La langue la plus importante de cette branche est l’idoma, avec un statut officiel et parlée par près de quatre millions de personnes.